# Séraphine Claeys
Pour les articles homonymes, voir Claeys.
Séraphine Claeys, plus connue de son prénom seul, née le 19 février 1955 à Namur, est une dessinatrice et scénariste de bande dessinée belge.

## Biographie
Séraphine naît en Belgique le 19 février 1955 à Namur,. Elle suit les cours de bande dessinée à l'Institut Saint-Luc de Bruxelles, assurés par Claude Renard. Elle participe à l'Atelier BD où est fondée la publication Neuvième Rêve, en 1978. En 1981, elle réalise les décors du film d'animation Les Maîtres du temps de René Laloux et Moebius,. Après quelques travaux dans le domaine de la publicité, elle dessine des récits courts pour Okapi et Je bouquine. Elle réalise ensuite le premier tome de la série Hybrides aux éditions Temps Futurs en 1984. La publication de cette série d'anticipation se poursuit aux éditions Glénat à partir de 1987. Thierry Smolderen, du tome 2 au tome 4, la rejoint au scénario. En 1999, dans la collection naissante « Long Courrier » des éditions Dargaud, elle sort son premier album one shot : Ascension. Les éditions Glénat publient à nouveau Séraphine pour France de Riga.
Elle publie en 1984 Séverine, Femme reporter chez Okapi sur un scénario de J. Josselin, Claudine à l'école en 1985 avec J. Cohen (d'après Colette) et une adaptation en bande dessinée du roman Le Grand Meaulnes de Alain-Fournier en 2001, scénarisée par Loo Hui Phang dans Je bouquine.
En 2010, sur un scénario de Thilde Barboni, elle livre le roman graphique Rose d'Élisabethville dans la collection « Aire libre ».
Elle est commissaire d'exposition aux côtés de Johan De Moor, Olivier Grenson, Marc Hardy, Noémie Marsily, Mobidic, Exaheva, Judith Vanistendael et Jana Vasiljevic pour l'exposition collective United Comics of Belgium tenue au Centre belge de la bande dessinée à Bruxelles en mars 2021,,.

### Vie privée
Séraphine vit à Bruxelles en février 2019. Elle est l'épouse d'André Moons et la mère de leurs trois enfants,.

## Œuvre

### Albums de bande dessinée
- Hybrides
- 1. Animal on est mal[11], Temps Futurs, coll. « Oxebo », Paris, 1984
Scénario et dessin : Séraphine - Couleurs : André Moons, Jean-Philippe Sarot -  (ISBN 2-86607-050-X),Sur une idée de Thierry Umbreit. Collaboration au scénario Benoît Peeters. Réédition Glénat, 1987  (ISBN 2-7234-0814-0).
- 2. Le Bouclier d'Orion, Glénat, Grenoble, mars 1987
Scénario : Séraphine, Thierry Smolderen - Dessin : Séraphine - Couleurs : Julien Servaes, Sabine Dewez -  (ISBN 2-7234-0768-3)
- 3. D'un soleil à l'autre[12], Glénat, Grenoble, mai 1989
Scénario : Thierry Smolderen - Dessin : Séraphine - Couleurs : Séraphine, Sabine Dewez -  (ISBN 2-7234-1071-4)
- 4. Au loin, une île..., Glénat, Grenoble, juillet 1991
Scénario : Thierry Smolderen - Dessin : Séraphine - Couleurs : Bruno Wesel -  (ISBN 2-7234-1209-1)

#### France de Riga
- 1. Le Carnet[13], Glénat, coll. « Vécu », Grenoble, février 2005
Scénario, dessin et couleurs : Séraphine -  (ISBN 2-7234-3973-9)
- 2. La Blanchisserie[14],[15],[16], Glénat, coll. « Vécu », Grenoble, février 2008
Scénario, dessin et couleurs : Séraphine -  (ISBN 978-2-7234-5477-3)

#### One shots
- Ascension[17], Dupuis, coll. « Dargaud », coll. « Long Courrier », Paris, mars 1999
Scénario et dessin : Séraphine - Couleurs : quadrichromie -  (ISBN 2-205-04448-6) — Préface : François Schuiten.
- Rose d'Élisabethville[18], Dupuis, coll. « Aire libre », Marcinelle, août 2010
Scénario : Thilde Barboni - Dessin : Séraphine - Couleurs : Séraphine, Alice Moons -  (ISBN 978-2-8001-4702-4) — 68 pages, grand format.

### Collectifs
- Carrément Bruxelles - Ronduit Brussel, Glénat, coll. « Carrément 20/20 », Grenoble, septembre 2005
Scénario : collectif - Dessin : collectif dont Séraphine - Couleurs : quadrichromie -  (ISBN 2-87176-218-X)
- Marie Moinard et collectif, En chemin elle rencontre... : Les artistes se mobilisent contre la violence faite aux femmes, Vincennes/Paris, Des ronds dans l'O / Amnesty International, septembre 2009, 96 p. (ISBN 978-2-917237-06-9)

### Artbooks
- Histoires d'œuf, Écho vision, Paris, 1989
Scénario : collectif - Dessin : collectif dont Séraphine - Couleurs : quadrichromie -  (ISBN 2-906005-01-0),Album tiré à 1989 exemplaires. Toilé noir sans inscription avec jaquette comportant un dessin de Franquin et de Frank Margerin.

### Expositions personnelles
- Ascension, planches originales et illustrations, Galerie Ziggourat, Saint-Gilles du 9 au 25 avril 1999[19].

#### Livres
: document utilisé comme source pour la rédaction de cet article.
- Henri Filippini, Dictionnaire de la bande dessinée, Paris, Bordas, 1989, 731 p., ill. ; 27 cm (ISBN 2-04-018455-4, OCLC 1244909550, BNF 35065653, présentation en ligne), p. 674.
- Patrick Gaumer et Claude Moliterni, « Séraphine (pseudonyme de Claeys Séraphine) », dans Dictionnaire mondial de la bande dessinée, Paris, Larousse-Bordas, 1998, 880 p., ill. ; 29 cm (ISBN 978-2-0352-3520-6 et 2-0352-3520-0, OCLC 270725728), p. 707. .
- Jean Pirotte (dir.) et Luc Courtois, Du régional à l'universel. : L'imaginaire wallon dans la bande dessinée., Louvain-la-Neuve, Fondation wallonne Pierre-Marie et Jean-François Humblet, 1999, 310 p. (ISBN 978-2-9600072-3-7 et 2960007239, OCLC 1075833932), p. 249.  lire sur Google Livres
- Jacques Fiérain, « Séraphine », dans La BD à Bruxelles et en Brabant, Charleroi, Éd. l'Âge d'or, avril 2003, 144 p., ill. ; 31 cm (ISBN 9782960119664 et 2960119665, OCLC 470388171, présentation en ligne), p. 125
- Suzanne Van Rokeghem, Jacqueline Aubenas et Jeanne Vercheval-Vervoort, Des femmes dans l'histoire en Belgique, Luc Pire Éditions, 2006, 303 p., ill. ; 28 cm (ISBN 9782874155239 et 2-87415-523-3, OCLC 470723855, présentation en ligne), p. 246. ,lire sur Google Livres
- Le 9e Rêve no 6, Bruxelles, Institut Saint-Luc de Bruxelles, École de recherche graphique, 2006, 144 p. (présentation en ligne), p. 10, 72. .

#### Articles
- Séraphine et Thilde Barboni (interviewées par Nicolas Anspach), « Interviews : Séraphine et Thilde Barboni : "Rose d’Elisabethville" est une fiction, mais des événements historiques réels sont en filigrane !" », ActuaBD,‎ 17 septembre 2010 (lire en ligne, consulté le 10 janvier 2025).